# Fotorezyst
Fotorezyst – rodzaj emulsji światłoczułej stosowany głównie w fotolitografii oraz fotograwerowaniu do wytworzenia odpowiedniego wzoru na podłożu.

## Rodzaje fotorezystów

Porównanie procesów naświetlania i wywoływania
fotorezystów.

Negatywowe – po wywołaniu obszary naświetlone pozostają na podłożu.
Pozytywowe – fotorezyst z naświetlonych obszarów zostaje usunięty przy wywoływaniu.
Image reversal – w tym wypadku obraz negatywowy jest tworzony w fotorezyście pozytywowym. Procedura obejmuje pierwsze naświetlenia przez fotomaskę, wygrzanie, a następnie naświetlenie całej próbki bez maski (ang. flood exposure).

## Metody nakładanie fotorezystu na podłoże
W postaci roztworów fotorezysty mogą być nakładane na trzy sposoby:

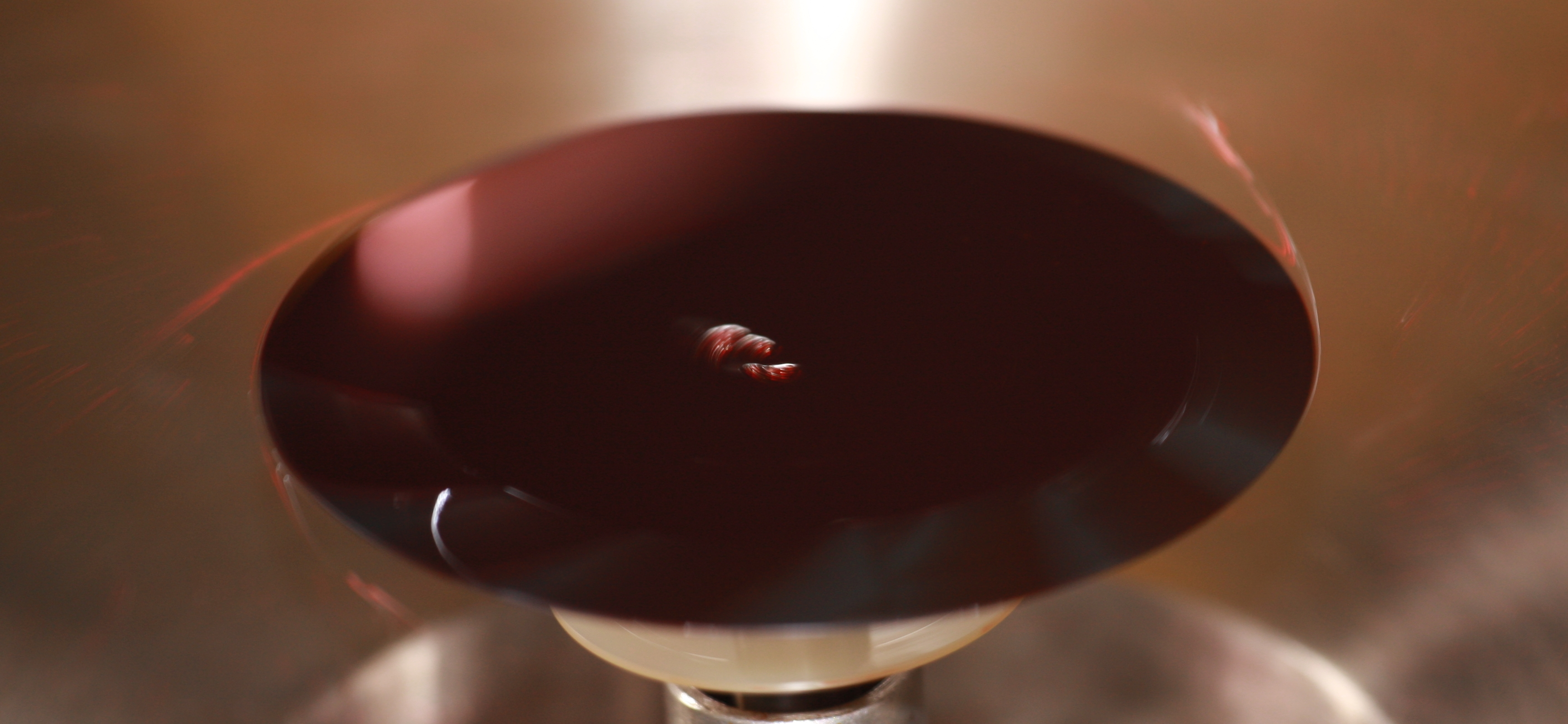
Fotorezyst podczas rozwirowywania na podłożu krzemowym

- rozwirowanie (ang. spin coating) – porcja roztworu fotorezystu jest umieszczana na podłożu, które jest następnie wprowadzane w ruch wirowy. Najczęściej prędkość wirowania mieści się w granicach 500–6000 obr./min. Siła odśrodkowa powoduje usunięcie nadmiaru fotorezystu i pokrycie podłoża równomierną warstwą fotorezystu. Ta metoda zapewnia najbardziej jednorodne i powtarzalne warstwy. Problemy pojawiają się w przypadku pokrywania krawędzi oraz otworów. Wadą jest także niski stopień wykorzystania fotorezystu, wydajność wynosi zwykle około 5%, ale odpad może sięgać nawet 99%. Grubość uzyskanej warstwy zależy w największym stopniu od lepkości roztworu (stężenia) oraz od prędkości wirowania. W mniejszym stopniu decyduje długość wirowania, temperatura czy nasycenie środowiska parami rozpuszczalnika (np. zamknięcie i wielkość komory wirówki),
- rozpylanie (ang. spray coating) – fotorezyst jest rozpylany na podłoże w postaci sprayu. Ta metoda pozwala na uzyskiwanie dość równomiernych warstw (w przypadku płaskich powierzchni równomierność jest mniejsza niż przy wirowaniu), ale uzyskuje się także wysoki stopień pokrycia krawędzi i pionowych ścian struktur na powierzchni próbki. W celu poprawy równomierności pokrycia można zastosować wirowanie podłoża, w tym wypadku prędkości są dużo niższe niż przy rozwirowaniu i zwykle nie przekraczają 500 obr./min. Występujące siły odśrodkowe są niewielkie i ryzyko uszkodzenia delikatnych próbek jest dużo niższe. Jednym ze sposobów rozpylania fotorezystu jest użycie gazu nośnego rozpylającego fotorezyst w dyszy. Metoda jest tania i prosta w realizacji. Można np. sprzedawać fotorezyst w sprayu. Alternatywą jest aerozol tworzony przez ultradźwięki. Wtedy gaz nośny pełni jedynie rolę transportową. Uzyskane krople mogą być mniejsze, a ich rozkład węższy niż w przypadku rozpylania gazem nośnym. Dzięki temu pokrycie powierzchni jest bardziej równomierne. Wydajność procesu jest większa niż w przypadku rozwirowania i wynosi ok. 5–15%,
- zanurzanie (ang. dip coating) – próbka jest zanurzana pionowo w fotorezyście, a potem wyjmowana z określoną prędkością. Rozpuszczalnik parujący z powierzchni powoduje wzrost lepkości filmu fotorezystu, który przestaje spływać z podłoża. Można tak pokrywać próbki o kształtach uniemożliwiających zastosowanie innych metod. Uzyskiwane pokrycia są najmniej równomierne, ale wykorzystanie rezystu jest największe (100% jeśli wymagane jest pokrycie dwustronne i 50% dla pokrycia jednostronnego).

Dla fotorezystów w formie stałych filmów stosuje się zwykle rolowanie gdzie film fotorezystu jest dociskany rolką do podłoża.
Grubość uzyskanej warstwy fotorezystu zależnie od metody nakładania zależy od kilku czynników wśród, których można wymienić:
- lepkość roztworu – zależy głównie od stopnia rozcieńczenia (stężenia polimeru w rozpuszczalniku). Im większa lepkość tym grubsze są uzyskiwane warstwy;
- szybkość wirowania – im większa szybkość wirowania tym cieńsza jest uzyskiwana warstwa. Zwykle przy prędkościach poniżej 500 obr./min. spada znacząco jednorodność pokrycia, a powyżej 6000-8000 obr./min. zmiany w grubości warstwy stają się małe;
- czas wirowania – im dłuższy tym cieńsza warstwa (do momentu kiedy odparuje większość rozpuszczalnika);
- czas rozpylania – im dłuższy tym grubsza warstwa;
- szybkość wysuwania próbki w metodzie zanurzeniowej;
- nasycenie parami rozpuszczalnika środowiska, w którym nakładany jest fotorezyst – pozwala wydłużyć czas parowania rozpuszczalnika i utrzymać niższą lepkość fotorezystu. Bardziej stabilne warunki oznaczają także bardziej powtarzalne wyniki;
- temperatura – wpływa na lepkość fotorezystu i szybkość parowania rozpuszczalnika (zwykle różnice 1–2 °C uznaje się za nieznaczące);
- urządzenie – rodzaj wykorzystanego urządzenia (np.otwarta/zamknięta komora i jej wielkość) wpływa na środowisko w jakim jest nakładany fotorezyst.

## Wygrzewanie fotorezystu
Pierwsze wygrzewanie fotorezystu (ang. softbake) ma na celu usunięcie z niego resztek rozpuszczalnika pozostałych po jego nałożeniu. Między innymi warstwa fotorezystu staje się mniej lepka (nie przykleja się do fotomaski), wzrasta adhezja do podłoża, w procesach próżniowych nie będzie się gotował rozpuszczalnik powodując powstanie pęcherzy, wzrasta odporność warstwy na trawienia suche i mokre, oraz ogranicza się tzw. dark erosion rezystów pozytywowych czyli wywoływanie się nienaświetlonych obszarów. W przypadku wygrzewania w zbyt wysokiej temperaturze i/lub zbyt długiego czasu może zachodzić rozkład światłoczułych składników fotorezystu. 
Stosuje się dwie metody wygrzewania: na płytach grzejnych i w suszarkach. Suszenia wykonywane w suszarkach są wielokrotnie dłuższe niż na płytach grzejnych (np. 30 minut zamiast 1 minuty) z powodu gorszego transportu ciepła przez powietrze niż bezpośrednio z płyty do podłoża.

## Naświetlanie
Podczas naświetlania zachodzi w fotorezyście reakcja powodujące zmianę jego rozpuszczalności w wywoływaczu. W przypadku fotorezystów pozytywowych zachodzi rozkład inhibitora co zwiększa rozpuszczalność naświetlonych obszarów. W fotorezystach negatywowych pod wpływem naświetlania zachodzi sieciowanie polimeru i jego rozpuszczalność w wywoływaczu maleje. Sieciowanie fotorezystów negatywowych jest także powodem większych trudności w ich usuwaniu po skończonej obróbce płytki.
Do naświetlania fotorezystów stosuje się światło nadfioletowe. W klasycznej fotolitografii stosuje się naświetlanie przez fotomaski, ale istnieją także metody bezmaskowe jak np. litografia laserowa. Dawka naświetlania powinna być ustalona między innymi zależnie od:
- rodzaju fotorezystu,
- parametrów jego obróbki (np. czas i temperatura wygrzewania),
- grubości fotorezystu,
- rodzaju promieniowania (mono/polichromatyczne, długość fali).

## Wygrzewanie po naświetleniu
Wygrzewanie po naświetlaniu można stosować w kilku przypadkach np.: przy zmniejszaniu naprężeń w rezyście. W przypadku fotorezystów o wzmocnieniu chemicznym (ang. chemically amplified) stosowanie wygrzewania po naświetleniu jest konieczne. Zachodzi wtedy fotoreakcja zainicjowana przy naświetlaniu.

## Wywoływanie
Wywoływanie jest procesem, w którym za pomocą wywoływacza usuwa się selektywnie część fotorezystu. Wywoływacze stosowane do fotorezystów to w znaczącej większości roztwory zasadowe, ale stosuje się także wywoływacze na bazie rozpuszczalników organicznych (np. do fotorezystów na bazie PMMA). Stosunkowo często spotykanymi dodatkami do wywoływaczy są surfaktanty zmniejszające napięcie powierzchniowe, a tym samym poprawiające zdolności zwilżające wywoływacza. Wywoływacz jak i jego stężenie powinny zostać dobrane do danego procesu (rodzaj fotorezystu, kompromis między szybkością wywoływania, a rozdzielczością wzoru).

## Wygrzewanie po wywołaniu
Możliwe jest zastosowanie wygrzewania po wywołaniu (ang. hardbake). Powody mogą być różne: dalsze utwardzenie fotorezystu i podniesienie jego odporności np. na trawienie, rozpłynięcie fotorezystu (np. do tworzenia mirkosoczewek). Takie wygrzewanie utrudnia usuwanie fotorezystu i zwiększa jego kruchość co w efekcie może doprowadzić do jego pękania.